# Wojdaciszki
Wojdaciszki (biał. Вайдацішкі, Wajdaciszki; ros. Войдатишки, Wojdatiszki) – wieś na Białorusi, w obwodzie grodzieńskim, w rejonie ostrowieckim, w sielsowiecie Worniany, w pobliżu granicy z Litwą.

## Historia
W XIX i w początkach XX w. folwark położony w Rosji, w guberni wileńskiej, w powiecie wileńskim. Znajdowała się tu kaplica katolicka, należąca do parafii w Bystrzycy, w 1893 już nieistniejąca oraz gorzelnia.
Po I wojnie światowej pod administracją polską, w Zarządzie Cywilnym Ziem Wschodnich, w okręgu wileńskim, w powiecie wileńskim. W latach 1920–1922 w składzie Litwy Środkowej.
Od 11 kwietnia 1922 leżały w Polsce, w województwie wileńskim, w powiecie wileńsko-trockim, do 1 kwietnia 1927 w gminie Bystrzyca, następnie w gminie Mickuny. Istniały wówczas dwa zaścianki: Wojdaciszki i Wojdaciszki Małe.
Po II wojnie światowej w granicach Związku Sowieckiego. Od 1991 w niepodległej Białorusi.